# Makoto Kino
Makoto Kino (en. Sailor Jupiter or Lita Kino, ja. セーラージュピター, Sērā Jupitā),  je lik u anime seriji Sailor Moon, Jupiterova ratnica zbog čega je planet Jupiter njen planet zaštitnik. Glumi je Emi Shinohara (ja. 篠原恵美, Shinohara Emi).

## Opis Jupiterove ratnice
Ona je četvrta ratnica, njen je planet zaštitnik Jupiter pa ju zato i zovu Sailor Jupiter. Fizički je snažna, ali emotivno osjetljiva i zaljubljiva. Odlično kuha, a Usagi je upoznala nakon što ju je spasila od školskih nasilnika. Jednom prilikom su obje bile zaljubljene u istog mladića, Motokija. Posjeduje i moć oluje, a osim što je draga i romantična, najstarija je od ratnica. Voli sve vrste hrane, ali najdraža hrana joj je pita s trešnjama. Omiljene Makotine boje su zelena i ružičasta, a od životinja, najdraži su joj konji. Kao i većina ratnica (osim Chibiuse i njoj nalik, Mjesečevih ratnica) ima oko 16 godina (najmanje 14 godina), a rođendan joj je 5. prosinca, a u zodijaku je Strijelac. Visoka je 175 centimetara, a krvna grupa joj je 0. Njezin hobi joj je kuhanje. Njezine transformacije su:
- Jupiter Power, Make Up!
- Jupiter Star Power, Make Up!
- Jupiter Crystal Power, Make Up!

Njezini napadi su:
- Supreme Thunder
- Flower Hurricane
- Supreme Thunder Dragon
- Sparkling Wide Pressure
- Jupiter Oak Evolution

Grupe Makotinih moći i napada su:
- Sailor Teleport!
- Sailor Planet Power!
- Sailor Planet Attack!
- Silver Crystal Power!
- Sailor Special Garlic Attack!

Predmeti koje posjeduje su:
- Jupiter Transformation Pen
- Rose Earrings
- Communication Devices
- Jupiter Star Power Stick
- Jupiter Crystal Power Stick
- Jupiter Crystal
- Jupiter Oak Leaves